# Parancistrus
Parancistrus (Паранциструс) — рід риб триби Ancistrini з підродини Hypostominae родини Лорікарієві ряду сомоподібні. Має 2 види. Наукова назва походить від грецьких слів para, тобто «поруч», «в», та agkistron — «гак».

## Опис
Загальна довжина представників цього роду коливається від 17,5 до 19,3 см. Зовні дещо схожі на сомів роду Baryancistrus. Голова велика, дещо сплощена зверху. Рот є своєрідною присоскою. Зяброві отвори великі. Навколо нього присутні м'ясистих складок на голій області. Тулуб кремезний, масивний, стиснутий в області черева. У самців на ньому присутні подовжені одонтоди (шкіряні зубчики). Спинні плавці високі та довгі, їх мембрана поєднана з шипом жирового плавця. Грудні плавці. У статевозрілих самців на них є темні цятки та подовжені одонтоди на шипах.
Забарвлення коливається від сірого до чорного кольору, іноді з тоненькими смужками або великими й дрібними плямами білого забарвлення.

## Спосіб життя
Це демерсальні риби. Воліють до прісної та чистої води. Активні у присмерку або вночі. Вдень ховаються серед корчів. Живляться невеличкими водними безхребетними. Здобич всмоктують за допомогою рота.

## Розповсюдження
Мешкають у басейнах річок Укаялі, Шінгу і Токансіс.

## Тримання в акваріумі
Необхідно тримати в акваріумах заввишки 35-40 см, місткістю від 150—200 літрів. Основою служить дрібний пісок білого або жовтого кольору. Уздовж задньої стінки споруджують низку укриттів з кам'яних печер. Для цієї ролі підійде плитняк. У центрі й по кутах слід розмістити корчі. Рослини не потрібні. Ці соми схильні до стресів, тому карантину слід приділяти особливу увагу.
Неагресивні риби. Утримувати можна по декілька особин. Головне, щоб у кожного сома був персональний притулок. Добре уживаються з іншими лорікарієвими. З харацінових підійдуть метініси, мілеуси. З цихлід — геофагуси. Їдять замінники живого харчу з додаванням свіжих овочів. З технічних засобів знадобиться потужний внутрішній фільтр, компресор. Температура тримання повинна становити 22-27 °C.

## Види
- Parancistrus aurantiacus
- Parancistrus nudiventris